# Goodenia berardiana
Goodenia berardiana är en tvåhjärtbladig växtart som först beskrevs av Charles Gaudichaud-Beaupré, och fick sitt nu gällande namn av R.C. Carolin. Goodenia berardiana ingår i släktet Goodenia och familjen Goodeniaceae. Inga underarter finns listade i Catalogue of Life.